# Prepona moreaui
Prepona moreaui är en fjärilsart som beskrevs av Le Moult 1932. Prepona moreaui ingår i släktet Prepona och familjen praktfjärilar. Inga underarter finns listade i Catalogue of Life.